# 400 meter för herrar i friidrott vid olympiska sommarspelen 2008
Herrarnas 400 meter i Olympiska sommarspelen 2008 ägde rum 18-21 augusti i Pekings Nationalstadion.
Kvalificeringsstandarden var 45,55 s (A standard) och 45,95 s (B standard). 

## Medaljörer
| Event     | Guld                | Guld  | Silver             | Silver | Brons             | Brons |
| 400 meter | LaShawn Merritt USA | 43,75 | Jeremy Wariner USA | 44,74  | David Neville USA | 44,80 |

## Rekord
Före tävlingarna gällde dessa rekord:
| Världsrekord     | Michael Johnson | 43,18 s | Sevilla, Spanien | 26 augusti 1999 |
| Olympiskt rekord | Michael Johnson | 43,49 s | Atlanta, USA     | 29 juli 1996    |

## Resultat
- Q innebär avancemang utifrån placering i heatet.
- q innebär avancemang utifrån total placering.
- DNS innebär att personen inte startade.
- DNF innebär att personen inte fullföljde.
- DQ innebär diskvalificering.
- NR innebär nationellt rekord.
- OR innebär olympiskt rekord.
- WR innebär världsrekord.
- WJR innebär världsrekord för juniorer
- AR innebär världsdelsrekord (area record)
- PB innebär personligt rekord.
- SB innebär säsongsbästa.

### Omgång 1

#### Heat 1
| Placering | Bana | Namn                    | Nationalitet | Tid   | Noteringar | Reaktionstid |
| --------- | ---- | ----------------------- | ------------ | ----- | ---------- | ------------ |
| 1         | 4    | Leslie Djhone           | Frankrike    | 45,12 | Q          | 0,190        |
| 2         | 5    | David Neville           | USA          | 45,22 | Q          | 0,189        |
| 3         | 6    | William Collazo         | Kuba         | 45,37 | Q, SB      | 0,180        |
| 4         | 8    | Kévin Borlée            | Belgien      | 45,43 | Q          | 0,149        |
| 5         | 9    | Denis Aleksejev         | Ryssland     | 45,52 |            | 0,299        |
| 6         | 3    | Young Talkmore Nyongani | Zimbabwe     | 45,89 |            | 0,249        |
| 7         | 7    | Eric Milazar            | Mauritius    | 46,06 |            | 0,209        |
| 8         | 2    | Gakologelwang Masheto   | Botswana     | 46,29 | SB         | 0,183        |

#### Heat 2
| Placering | Bana | Namn              | Nationalitet            | Tid   | Noteringar | Reaktionstid |
| --------- | ---- | ----------------- | ----------------------- | ----- | ---------- | ------------ |
| 1         | 6    | Christopher Brown | Bahamas                 | 44,79 | Q          | 0,205        |
| 2         | 7    | Joel Milburn      | Australien              | 44,80 | Q, PB      | 0,155        |
| 3         | 4    | Johan Wissman     | Sverige                 | 44,81 | Q, SB      | 0,229        |
| 4         | 5    | Gary Kikaya       | Kongo-Kinshasa          | 44,89 | Q, SB      | 0,184        |
| 5         | 8    | Sanjay Ayre       | Jamaica                 | 45,66 |            | 0,177        |
| 6         | 9    | Arismendy Peguero | Dominikanska republiken | 46,28 |            | 0,236        |
| 7         | 3    | Ivano Bucci       | San Marino              | 48,54 | SB         | 0,209        |
| 8         | 2    | Xiaosheng Liu     | Kina                    | 53,11 |            | 0,245        |

#### Heat 3
| Placering | Bana | Namn                  | Nationalitet | Tid   | Noteringar | Reaktionstid |
| --------- | ---- | --------------------- | ------------ | ----- | ---------- | ------------ |
| 1         | 8    | Nery Brenes           | Costa Rica   | 45,36 | Q          | 0,196        |
| 2         | 3    | James Godday          | Nigeria      | 45,49 | Q          | 0,200        |
| 3         | 9    | Andretti Bain         | Bahamas      | 45,96 | Q          | 0,225        |
| 4         | 7    | Niko Verekauta        | Fiji         | 46,32 | SB         | 0,161        |
| 5         | 6    | Fernando de Almeida   | Brasilien    | 46,60 |            | 0,158        |
| 6         | 2    | Lewis Banda           | Zimbabwe     | 46,76 |            | 0,244        |
| 7         | 4    | Vincent Mumo Kiilu    | Kenya        | 46,79 |            | 0,212        |
| 8         | 5    | Nagmeldin Ali Abubakr | Sudan        | 47,12 |            | 0,247        |

#### Heat 4
| Placering | Bana | Namn              | Nationalitet   | Tid   | Noteringar | Reaktionstid |
| --------- | ---- | ----------------- | -------------- | ----- | ---------- | ------------ |
| 1         | 7    | Martyn Rooney     | Storbritannien | 45,00 | Q          | 0,207        |
| 2         | 8    | Sean Wroe         | Australien     | 45,17 | Q, PB      | 0,182        |
| 3         | 5    | Ricardo Chambers  | Jamaica        | 45,22 | Q          | 0,211        |
| 4         | 3    | Erison Hurtault   | Dominica       | 46,10 |            | 0,246        |
| 5         | 9    | Andrés Silva      | Uruguay        | 46,34 |            | 0,265        |
| 6         | 2    | Rudolf Götz       | Tjeckien       | 46,38 |            | 0,157        |
| 7         | 6    | Yuzo Kanemaru     | Japan          | 46,39 |            | 0,225        |
|           | 4    | California Molefe | Botswana       | DNS   |            |              |

#### Heat 5
| Placering | Bana | Namn                 | Nationalitet        | Tid   | Noteringar | Reaktionstid |
| --------- | ---- | -------------------- | ------------------- | ----- | ---------- | ------------ |
| 1         | 2    | LaShawn Merritt      | USA                 | 44,96 | Q          | 0,214        |
| 2         | 7    | Saul Weigopwa        | Nigeria             | 45,19 | Q          | 0,172        |
| 3         | 8    | Claudio Licciardello | Italien             | 45,25 | Q, PB      | 0,186        |
| 4         | 3    | Jonathan Borlée      | Belgien             | 45,25 | Q, PB      | 0,225        |
| 5         | 6    | Ato Modibo           | Trinidad och Tobago | 45,63 |            | 0,195        |
| 6         | 9    | Alleyne Francique    | Grenada             | 46,15 |            | 0,215        |
| 7         | 5    | Yeimer Mosquera      | Colombia            | 46,59 |            | 0,268        |
| 8         | 4    | Siraj Williams       | Liberia             | 47,89 |            | 0,288        |

#### Heat 6
| Placering | Bana | Namn              | Nationalitet        | Tid   | Noteringar | Reaktionstid |
| --------- | ---- | ----------------- | ------------------- | ----- | ---------- | ------------ |
| 1         | 7    | Andrew Steele     | Storbritannien      | 44,94 | Q, PB      | 0,248        |
| 2         | 5    | Renny Quow        | Trinidad och Tobago | 45,13 | Q          | 0,266        |
| 3         | 6    | Michael Mathieu   | Bahamas             | 45,17 | Q, PB      | 0,193        |
| 4         | 8    | Michael Blackwood | Jamaica             | 45,56 |            | 0,204        |
| 5         | 2    | Tyler Christopher | Kanada              | 45,67 |            | 0,172        |
| 6         | 3    | Joel Phillip      | Grenada             | 46,30 |            | 0,198        |
| 7         | 9    | Félix Martínez    | Puerto Rico         | 46,46 |            | 0,347        |
| 8         | 4    | Daniel Dabrowski  | Polen               | 47,83 |            | 0,260        |

#### Heat 7
| Placering | Bana | Namn                     | Nationalitet             | Tid   | Noteringar | Reaktionstid |
| --------- | ---- | ------------------------ | ------------------------ | ----- | ---------- | ------------ |
| 1         | 9    | Jeremy Wariner           | USA                      | 45,23 | Q          | 0,253        |
| 2         | 6    | Tabarie Henry            | Amerikanska Jungfruöarna | 45,36 | Q, NR      | 0,165        |
| 3         | 2    | Cedric van Branteghem    | Belgien                  | 45,54 | Q          | 0,203        |
| 4         | 4    | David Gillick            | Irland                   | 45,83 |            | 0,275        |
| 5         | 5    | Maksim Dyldin            | Ryssland                 | 46,03 |            | 0,194        |
| 6         | 3    | Mihajlo Knisj            | Ukraina                  | 46,28 |            | 0,260        |
| 7         | 7    | Mathieu Gnanligo         | Benin                    | 47,10 |            | 0,207        |
| 8         | 8    | Naiel Santiago d'Almeida | São Tomé och Príncipe    | 49,08 |            | 0,178        |

### Semifinaler

#### Semifinal 1
| Placering | Bana | Namn                 | Nationalitet             | Tid   | Noteringar | Reaktionstid |
| --------- | ---- | -------------------- | ------------------------ | ----- | ---------- | ------------ |
| 1         | 6    | Jeremy Wariner       | USA                      | 44,15 | Q          | 0,224        |
| 2         | 5    | Christopher Brown    | Bahamas                  | 44,59 | Q          | 0,244        |
| 3         | 6    | Kévin Borlée         | Belgien                  | 44,88 | NR         | 0,162        |
| 4         | 7    | Nery Brenes          | Costa Rica               | 44,98 | NR         | 0,169        |
| 5         | 4    | Saul Weigopwa        | Nigeria                  | 45,02 | SB         | 0,168        |
| 6         | 2    | William Collazo      | Kuba                     | 45,06 | PB         | 0,191        |
| 7         | 8    | Tabarie Henry        | Amerikanska Jungfruöarna | 45,19 | NR         | 0,165        |
| 8         | 2    | Claudio Licciardello | Italien                  | 45,64 |            | 0,259        |

#### Semifinal 2
| Placering | Bana | Namn             | Nationalitet   | Tid   | Noteringar | Reaktionstid |
| --------- | ---- | ---------------- | -------------- | ----- | ---------- | ------------ |
| 1         | 6    | Leslie Djhone    | Frankrike      | 44,79 | Q, SB      | 0,159        |
| 2         | 4    | David Neville    | USA            | 44,91 | Q          | 0,190        |
| 3         | 5    | Joel Milburn     | Australien     | 45,06 |            | 0,187        |
| 4         | 9    | Ricardo Chambers | Jamaica        | 45,09 |            | 0,220        |
| 5         | 3    | Jonathan Borlée  | Belgien        | 45,11 | PB         | 0,191        |
| 6         | 8    | James Godday     | Nigeria        | 45,24 |            | 0,185        |
| 7         | 2    | Andretti Bain    | Bahamas        | 45,52 |            | 0,196        |
| 8         | 7    | Andrew Steele    | Storbritannien | 45,59 |            | 0,216        |

#### Semifinal 3
| Placering | Bana | Namn                  | Nationalitet        | Tid   | Noteringar | Reaktionstid |
| --------- | ---- | --------------------- | ------------------- | ----- | ---------- | ------------ |
| 1         | 7    | LaShawn Merritt       | USA                 | 44,12 | Q          | 0,187        |
| 2         | 6    | Martyn Rooney         | Storbritannien      | 44,60 | Q, PB      | 0,126        |
| 3         | 8    | Johan Wissman         | Sverige             | 44,64 | q, SB      | 0,211        |
| 4         | 5    | Renny Quow            | Trinidad och Tobago | 44,82 | q, PB      | 0,204        |
| 5         | 2    | Gary Kikaya           | Kongo-Kinshasa      | 44,94 |            | 0,187        |
| 6         | 9    | Michael Mathieu       | Bahamas             | 45,56 |            | 0,203        |
| 7         | 4    | Sean Wroe             | Australien          | 45,56 |            | 0,205        |
| 8         | 3    | Cedric van Branteghem | Belgien             | 45,81 |            | 0,199        |

### Final
| Placering | Bana | Namn              | Nationalitet        | Tid   | Reaktionstid Tid | Noteringar |
| --------- | ---- | ----------------- | ------------------- | ----- | ---------------- | ---------- |
|           | 4    | LaShawn Merritt   | USA                 | 43,75 | 0,318            | PB         |
|           | 7    | Jeremy Wariner    | USA                 | 44,74 | 0,209            |            |
|           | 9    | David Neville     | USA                 | 44,80 | 0,293            |            |
| 4         | 5    | Christopher Brown | Bahamas             | 44,84 | 0,231            |            |
| 5         | 6    | Leslie Djhone     | Frankrike           | 45,11 | 0,164            |            |
| 6         | 8    | Martyn Rooney     | Storbritannien      | 45,12 | 0,208            |            |
| 7         | 2    | Renny Quow        | Trinidad och Tobago | 45,22 | 0,201            |            |
| 8         | 3    | Johan Wissman     | Sverige             | 45,39 | 0,218            |            |